# ペーター・ゲスナー
ペーター・ゲスナー（Peter Gössner, 1962年 - 旧東ドイツライプツィヒ出身）は、日本在住ドイツ人の劇場監督と演劇指導者。 
西洋人として初めて、日本の演劇大学で本格的に教鞭を執り（現桐朋学園芸術短期大学演劇専攻科教授）、芸術監督として調布市立「調布市せんがわ劇場」の立ち上げにも貢献。またYouTubeにインタビュー掲載あり。 
日本演劇界における外国人演出家のパイオニア的存在として、主宰劇団「うずめ劇場」での舞台演出を中心に、他団体の演劇やオペラの演出、俳優としても活躍。

## 来歴
旧東ドイツの国立ベルリン俳優学校エルンスト・ブッシュで学び、ハレのターリア劇場で4年間俳優・演出・ドラマトゥルグを務めた。
ベルリンの壁崩壊後、1993年妻の九州工業大学勤務をきっかけに家族で来日し、福岡県北九州市に居を構える。
その後、日本とドイツを行き来しながらライプツィヒ大学を卒業し演劇学修士取得。その間、劇団黒テントを訪問した際に貰い受けた、デイビット・グッドマンが編集長を務めた『コンサーンド・シアター・ジャパン』（演劇センター68の機関誌、日本初の英文演劇雑誌）を通じ、日本のアングラ演劇に触れ、卒論のテーマとした  
1995年に自身の演劇グループを設立し、演劇力で太陽の女神アマテラスを彼女の洞窟から引き寄せる日本の神うずめにちなんで、うずめ劇場と名付けた。このグループは、少なくとも年に2回は制作を行う地域の演劇機関である。 2000年、国際的に有名な演出家 鈴木忠志が理事長を務める舞台芸術財団演劇人会議主催の第1回利賀演出家コンクールにて、ゲスナーは岸田國士の「紙風船」で最優秀演出家賞受賞後、全国的に活動を展開し、2001年北九州市民文化奨励賞を受賞。2002年～2005年うずめ劇場が「セゾン・フェロー」芸術創造活動助成を受ける。 
現在、うずめ劇場に授与されている州および民間の資金援助とフェスティバルへの招待により、劇場は2001年から2007年の間に日本の多くの都市に登場。 エジプト（カイロ2004）、台湾（台北2006）、ドイツ（ライプツィヒ2007）から国際的な招待を受けている。 2004年より桐朋学園芸術短期大学演劇専攻科にて教鞭を執り始め、東京に転居。2006年～2009年にかけて新国立劇場ドラマスタジオ（NNT）シーンスタディ集中講義講師を務める。 
2007年～2011年調布市せんがわ劇場の芸術監督に就任し、市民アンサンブルを組織して新しい形の劇場運営に取り組む。ここでは、彼はドイツのモデルに基づいて芸術的構造とゲーム運営を構築し、2つのフェスティバル「JAZZ ART せんがわ（総合プロデューサー巻上公一）」、「人形演劇祭『inochi』（総合プロデューサー黒谷都）」を設立。 
また、東京のフリーランスディレクターとしても活躍。 2018年10月から翌2月まで、うずめ劇場「フェードル」を、安藤忠雄設計による東京アートミュージアムにて、日本では珍しいロングラン上演。HeinerMüller の Philoktetのステージングは、日本の最大の劇場賞である読売演劇大賞 （2010年）にノミネートされます。 ロベルト・シューマンのオペラGenovevaの日本初演を新国立劇場で実現（2011）、天皇（当時は皇太子）も訪れ鑑賞。 
福島第一原子力発電所事故を受け、2012年フリードリヒ・デュレンマット作「物理学者たち」を桐朋学園芸術短期大学の学生と伝統ある俳優座劇場で特別公演を実施

## 作風
日本の戯曲、海外の戯曲、古典から現代、ストレートプレイから子どものための芝居まで、幅広く演出している。劇場以外での公演も多く、神社、寺、ホテルのテラス、水上ステージ、美術館など、様々な空間で上演。作品により、空間の選定から照明・音響・美術など、都度、様々な手法を取り入れ、常に空間を最大限生かす演出を試みる。1992年にゲスナーが日本に来たとき、彼のアプローチは、職場、同僚、信頼、そして外国の環境で働く必要性を作り出すことだった。 ルドルフ・ミュンツの学生（他の劇場 ）として、彼は歴史における演劇作りの基礎は、自分で作った場所から場所への旅であると考えていた。   

## 人物
- 1994年から2002年の間、北九州演劇祭実行委員会委員を務める。
- 1996年　劇団「うずめ劇場」を旗揚。旗揚げ公演「わか友ヒットラー」。ゲスナー自身もシュトラッサー役で出演。
- 1998年　北九州演劇アカデミー俳優養成コース講師（2000年3月まで）を務める。
- 1999年　テント劇集団「野戦の月」の「EXODUS（エクソダス）」北九州公演をきっかけに、1980年代アングラ演劇の旗手桜井大造と交流が生まれる。
- 2000年　舞台芸術財団演劇人会議主催の第1回利賀演出家コンクールにおいて「紙風船」（岸田國士作）で最優秀演出家賞を受賞し、全国的に知られるようになる。
- 2002年　うずめ劇場が、現代演劇界での活躍が今後期待される芸術団体に付与されるプログラム「セゾン・フェロー」で、3年にわたって芸術創造活動助成を受けた。
- 2002年　朝日新聞紙上で「いまわのきわ」が年間演劇ベスト3に選出される。
- 2004年　うずめ劇場初のテント公演として「夜壺」演出。カイロ国際実験演劇祭に招聘。（カイロでは屋内上演）
- 2004年　桐朋学園芸術短期大学演劇専攻科にて教鞭を執り始め、東京に転居。
- 2004年　国立台北芸術大学演劇学科の大学院生に向けて約１ヶ月間、ブレヒトの「三文オペラ」をテキストに集中講義を行った。
- 2005年　北九州にて「うずめ劇場」の活動の成果を評価され（財）創生奨学会奨励賞受賞
- 2006年　サンポートホール高松「演劇ルネサンス工房」俳優コースにてワークショップの講師を務めた。
- 2007年　「Antigone@Japan」でOhayo!Japan演劇フェスティバル（ライプティヒ／ドイツ）に招聘。
- 2007年　うずめ劇場の拠点を東京に移す。
- 2007年　調布市せんがわ劇場芸術監督就任。
- 2007年　岡田准一をナビゲーターに、毎週さまざまな分野で活躍する著名人を迎えトークを繰り広げるJ-WAVEのラジオ番組「GROWING REED（グローイングリード）」にゲスト出演し「芸術監督ってなんですか?」というテーマでトークを展開した。
- 2007年　せんがわ劇場オープニングセレモニーにて、安藤忠雄×蜷川幸雄×ペーター･ゲスナーのトークイベントを行う
- 2008年　北九州市と市民による実行委員会主催による、北九州市の中心に流れる紫川にまつわる民話をもとにした「紫・まれびとエビス～紫川物語～」を演出し、北九州の紫川水上ステージ特設会場にて上演した。
- 2009年　プロデューサー綿貫凜と「プロジェクト ナッター」を立ち上げる。
- 2010年　「ピロクテーテス」演出にて、読売演劇大賞の最終選考に残る。
- 2011年　「演劇大学2011inしものせき」の山口県下関市民会館での開催において、ふじたあさや、福田善之、篠崎光正、和田喜夫とともに、実技の講師を務めた。
- 2013年　世界的に知られるキース・ジョンストンの愛弟子であるインプロヴァイザー『ショーン・キンリー』を講師に迎え、俳優を志す人のための初級インプロワークショップをプロデュース。
- 2013年　俳優のための実践的な「アクターズワークショップ」を、うずめ劇場としてプロデュースし講師も務めた。
- 2014年　天野天街（少年王者舘）と共同演出にて「砂女←→砂男」をザ・スズナリ（東京／下北沢）にて上演。
- 2015年　利賀演出家コンクールの審査員として、約１ヶ月、富山県利賀芸術公園に滞在して上演審査を行った。
- 2016年　2年にわたるFFAC企画 創作コンペティション「1つの戯曲からの創作を通して語ろうVol.6」審査員長を務めた。
- 2018年　「ゴドーを待ちながら」ATEC国際演劇学校フェスティバルで最優秀賞を受賞。
- 2018年　佐渡裕芸術監督プロデュースのオペラ「魔弾の射手」に悪魔ザミエル役で出演。（兵庫県立芸術文化センター）

## 演出・出演作品

### 1984年から1992年
俳優・演出＜ドイツでの出演、演出作品＞ 
- 1984年 ハイナー・ミュラー「合戦／トラクター」 ：俳優
- `86年 ヨハン・ヴォルフガング・ゲーテ「クラヴィゴ」 ：俳優
- `87年 フォルカー・ブラウン「ヒインツェ　アンド　クンツェ」 ：俳優
- `88年 イレディンスキー「さよならユーダス」 ：レジーアシスタント
- `89年 ペーター・ゲスナー編「水晶の夜」 ：演出
- `89年 ハイナー・ミュラー「マウザー」 ：演出
- `89年 ジェレスニコフ「ボイコット」 ：レジーアシスタント、俳優
- `90年 ジャン・ジュネ「女中たち」 ：レジーアシスタント
- `90年 カルロ・ゴルドーニ「カンピエロ」 ：俳優
- `90年 ライナー・ファスピンダ「ブレーメンの自由」 ：レジーアシスタント、俳優
- `90年 ペーター・ゲスナー編「私はゲイ」 ：演出
- `90年 ハインリッヒ・ハイネ「ドイツに考えたら…」 ：演出
- `91年 アストリッド・リンドグレン「長靴下のピッピ」 ：レジーアシスタント、俳優
- `91年 エルフリーデ・イエリネック「欲情」 ：演出
- `91年 マーツ「気持ちの壁」 ：演出
- `91年 ジョージ・タボリ「わが闘争」 ：レジーアシスタント、俳優
- `92年 ウァツラフ・ハーヴェル「観客」「展覧会」 ：演出
- `92年 ジョージ・タボリ「バビロン・ブルース」 ：演出

### 1995年以降
| 上演時期        | タイトル                                                                                              | 作者                                                      | 主催／出演／上演場所／その他 |
| --------------- | --- | --------------------------------------------------------- | --- |
| 1996年          | わが友ヒットラー                                                                                      | 三島由紀夫                                                | うずめ劇場 北九州・福岡 |
| 1996年          | 赤目                                                                                                  | 斎藤憐                                                    | うずめ劇場 北九州 仲宿八幡宮境内 |
| 1996年          | 星の王子さま                                                                                          | サン・テグジュペリ                                        | うずめ劇場 北九州 青葉台小学校体育館 |
| 1997年          | 浮世混浴鼠小僧次郎吉                                                                                  | 佐藤信                                                    | うずめ劇場 北九州 正覚寺本堂 |
| 1998年          | 王女メディア                                                                                          | エウリピデス                                              | うずめ劇場 北九州 |
| 1999年          | ゴドーを待ちながら                                                                                    | サミュエル・ベケット                                      | 演劇作業室紅生姜 北九州・福岡 |
| 1999年          | 棒になった男                                                                                          | 安部公房                                                  | うずめ劇場 北九州 ウテルスホール |
| 1999年          | にしむくさむらい（出演）                                                                              | 別役実                                                    | うずめ劇場 演出／武石守正 北九州 ウテルスホール |
| 2000年          | 紙風船                                                                                                | 岸田國夫                                                  | うずめ劇場 富山県利賀村 利賀山房 ※利賀演出家コンクール最優秀賞 北九州・田川市・広島 |
| 2001年          | 牡鹿王                                                                                                | カルロ・ゴッツィ                                          | うずめ劇場 北九州 門司港ホテル海側テラス 特設野外ステージ 静岡 静岡芸術公園 野外劇場「有度」 山口 八幡山山頂 特設野外ステージ 湯布院 湯布院美術館 中庭特設野外ステージ                                                               |
| 2001年          | 山姥2001                                                                                              | 大塚恵美子                                                | 舞台芸術財団演劇人会議 長野・平成14年度舞台芸術活性化事業 長野県中条村、富山県利賀村楕円堂 |
| 2001年～ 2002年 | いまわのきわ                                                                                          | セルジ・ベルベル                                          | うずめ劇場 北九州・福岡・東京 |
| 2002年          | 黄金の壺                                                                                              | E.T.A.ホフマン                                            | うずめ劇場 北九州・八女・広島・山口・横浜 |
| 2002年          | ペンテジレーア                                                                                        | クライスト                                                | 舞台芸術財団演劇人会議 鳥取・平成15年度舞台芸術活性化事業 鳥取市、富山県利賀村利賀山房 |
| 2003年          | ペンテジレーア                                                                                        | クライスト                                                | うずめ劇場 北九州・大阪・京都・東京 |
| 2003年          | 『ゆでた蛙』リーディング公演 （演出・出演）                                                           | ハイナー・ミュラー                                        | ハイナー・ミュラーフェステイバル 出演：桜井大造、ペーター・ゲスナー、中村優子、松尾容子 東京 神楽坂die pratze |
| 2004年          | ものぐるひぐさみ                                                                                      | 皆川裕子（シアターラボ2004、戯曲セミナー選出作品）        | 北九州芸術劇場主催 北九州芸術劇場小劇場 |
| 2004年          | 夜壺                                                                                                  | 唐十郎                                                    | うずめ劇場 北九州・東京 10月カイロ国際実験演劇祭招聘 |
| 2004年          | Heart of Wilderness ハート オブ ワイルダーネス 「藪の中」「闇の奥」より （出演）                      | 「藪の中」芥川龍之介、「闇の奥」コンラッド                | 高嶋政伸企画制作の朗読劇 演出／高嶋政伸、金子こうじろう 出演／高嶋政伸、桜井大造、愛染恭子、ペーター・ゲスナー、伊藤キム（ダンス）ほか 東京 THEATRE1010                                                                              |
| 2005年          | ねずみ狩り                                                                                            | ペーター・トゥリーニ                                      | うずめ劇場 北九州・福岡・名古屋・宮崎・山口・広島・長野・東京 |
| 2005年          | レオンスとレーナ（共同演出）                                                                          | ゲオルク・ビュヒナー                                      | うずめ劇場 演出／藤沢友、ペーター・ゲスナー 北九州・宮崎・山口・広島・長野・東京 |
| 2006年          | 開かれたカップル                                                                                      | ダリオ・フォー                                            | うずめ劇場 北九州・福岡・大阪 |
| 2006年          | 我が闘争                                                                                              | ジョージ・タボリ                                          | うずめ劇場 北九州・大阪・東京 |
| 2007年          | Antigone@Japan                                                                                        | エウリピデス                                              | うずめ劇場 ドイツ・ライプツィヒ OHAYO!Japanフェスティバル招聘 |
| 2008年          | 時の物置                                                                                              | 永井愛                                                    | せんがわ劇場アンサンブル 東京 せんがわ劇場 |
| 2008年          | モバイル                                                                                              | セルジ・ベルベル                                          | せんがわ劇場アンサンブル 東京 せんがわ劇場 |
| 2008年          | 愛ってなに？                                                                                          | テアトル・ローチェ・グルッチェ 翻案・脚色／ジェームス三木 | せんがわ劇場アンサンブル 東京 せんがわ劇場 |
| 2008年          | まれびとエビス〜紫川物語                                                                              | 高坂圭                                                    | 紫川水上劇場実行委員会 北九州市小倉北区 水上ステージ |
| 2008年          | 雪の女王                                                                                              | アンデルセン                                              | せんがわ劇場アンサンブル 東京 せんがわ劇場 |
| 2009年          | 開かれたカップル                                                                                      | ダリオ・フォー                                            | うずめ劇場 東京 せんがわ劇場 |
| 2009年          | ねずみ狩り                                                                                            | ペーター・トゥリーニ                                      | うずめ劇場 東京 アゴラ劇場 |
| 2009年          | 赤色エレジー                                                                                          | 別役実                                                    | プロジェクト ナッター 出演：寺十吾・小山萌子・瓜生和成（東京タンバリン）ほか 東京 ザ・スズナリ |
| 2009年          | 星の王子さま                                                                                          | サン・テグジュペリ                                        | せんがわ劇場アンサンブル 東京 せんがわ劇場 |
| 2010年          | ピロクテーテス                                                                                        | ハイナー・ミュラー                                        | プロジェクト ナッター 出演：山本亨、塩野谷正幸、扇田拓也 東京 ザ・スズナリ |
| 2010年          | オンディーヌ                                                                                          | ジャン・ジロドゥ                                          | せんがわ劇場アンサンブル 東京 せんがわ劇場 |
| 2010年          | わが友ヒットラー                                                                                      | 三島由紀夫                                                | プロジェクト ナッター 出演：若松武史、浅野雅博、下総源太朗、笠木誠 東京 ザ・スズナリ |
| 2010年          | 星の王子さま                                                                                          | サン・テグジュペリ                                        | せんがわ劇場アンサンブル 東京 せんがわ劇場 |
| 2011年          | オペラ「ゲノフェーファ」                                                                              | シューマン                                                | 東京室内歌劇場 出演：天羽明惠、今尾滋、クリスチャン・シュライヒャーほか 東京 新国立劇場中劇場 |
| 2011年          | 『物理学者たち』                                                                                      | デュレンマット                                            | 演出者協会主催フェニックスプロジェクト（東日本大震災の支援プロジェクト） うずめ劇場企画リーディング公演 協力：劇団黒テント有志、うずめ劇場、燐光群 出演：藤井びん 桜井大造 山口恭子 服部吉次 久保恒雄 横田桂子ほか 東京 笹塚スタジオ |
| 2011年          | エレベーターの鍵                                                                                      | アゴタ・クリストフ                                        | うずめ劇場 東京 レインボーコート |
| 2014年          | 砂女←→砂男                                                                                            | （砂女）原作／安部公房 （砂男）E.T.A.ホフマン             | うずめ劇場 砂男演出天野天街 東京 ザ・スズナリ |
| 2014年          | 『背骨パキパキ「◎転木馬」』                                                                           | 別役 実                                                   | 名取事務所公演 出演：吉野悠我、三谷昇、新井純ほか 東京 俳優座劇場 |
| 2015年          | 喜劇だらけ 「昔の関係」「酋長"夜風"」 2本立て公演                                                     | ネストロイ                                                | うずめ劇場 東京 シアターX |
| 2016年          | アントニーとクレオパトラ                                                                              | シェイクスピア                                            | うずめ劇場 東京 シアターX |
| 2016年          | 優子の夢はいつ開く                                                                                    | 内田春菊                                                  | パイランドプロデュース 出演：住友優子、九十九一、河内大和 ほか 東京 SPACE雑遊 |
| 2017年          | エレベーターの鍵                                                                                      | アゴタ・クリストフ                                        | うずめ劇場 能登アートフェスティバル |
| 2018年          | オペラ「魔弾の射手」 （悪魔ザミエル役で出演）                                                         | ウェーバー                                                | 兵庫県立芸術文化センター 佐渡裕芸術監督プロデュース |
| 2018年～ 2019年 | フェードル                                                                                            | ジャン・ラシーヌ                                          | うずめ劇場 東京アートミュージアム |
| 2025年          | ニッポン人は亡命する。-けっして福井県高校演劇祭での「明日のハナコ」事件に取材しているわけではない喜劇 | 鈴江俊郎                                                  | うずめ劇場 東京 シアターX / 大阪 ウイングフィールド / 福岡 東八幡キリスト教会 |

## 工房
エジプト、オーストラリア、ブルガリア、カナダ、中国、ドイツ、イギリス、インドネシア、アイルランド、イタリア、日本、コロンビア、ルーマニア、スイス、韓国、台湾、ベトナム 

## 賞歴
- 1983年と1985年GDRの労働者祭で、ハイナーミュラーの「戦い/トラクター」（1983年）およびヨハンヴォルフガングゲーテの「クラビゴ」（1985年）の俳優としてVEB MLWライプツィヒのアマチュア劇場で金メダルを獲得
- 1997最優秀演出：佐藤信「浮世混浴鼠小僧次郎吉」、演劇雑誌JAMCi（1997年8月）
- 2000年岸田國士「紙風船」にて、鈴木忠志芸術監督のもとでの舞台演劇人会議主催第一回利賀演出家コンクール最優秀演出家賞受賞
- 2001北九州市文化賞
- 2003年ベストプロダクション：セルジ・ベルベル「いまわのきわ」、朝日Zeitung
- 2005北九州市教育賞
- 2005最優秀ステージング：ピータートゥリーニ「ねずみ狩り」、雑誌シアターアーツ
- 2008日本アンティゴネ国立舞台デザイン賞
- 2009北九州市文化大使
- 2009年最優秀演出：別役実「赤色エレジー」、演劇雑誌テアトロ
- 2010年ハイナー・ミュラーのフィロクテットの演出で読売演劇大賞にノミネート
- 調布市せんがわ劇場ジャズアートフェスティバルの一環として、ジャズ屋外ステージで2011年日本都市開発デザイン賞を受賞
- 2012年ディスプレイデザイン賞、ジャズ屋外ステージのさらなる発展、調布市せんがわ劇場、東京
- 2014最優秀男優賞：ATEC International Festival BeijingでのIsmeneの第1役割、Antigoneの第2役割
- 2018グランプリベストプレイ：Samuel Beckett "Waiting for Godot"、Best Actor Award：ATEC Asia International Theater Education Festival Seoulでのタラゴンの役割